# Martin-Luther-Kirche (Staufen im Breisgau)

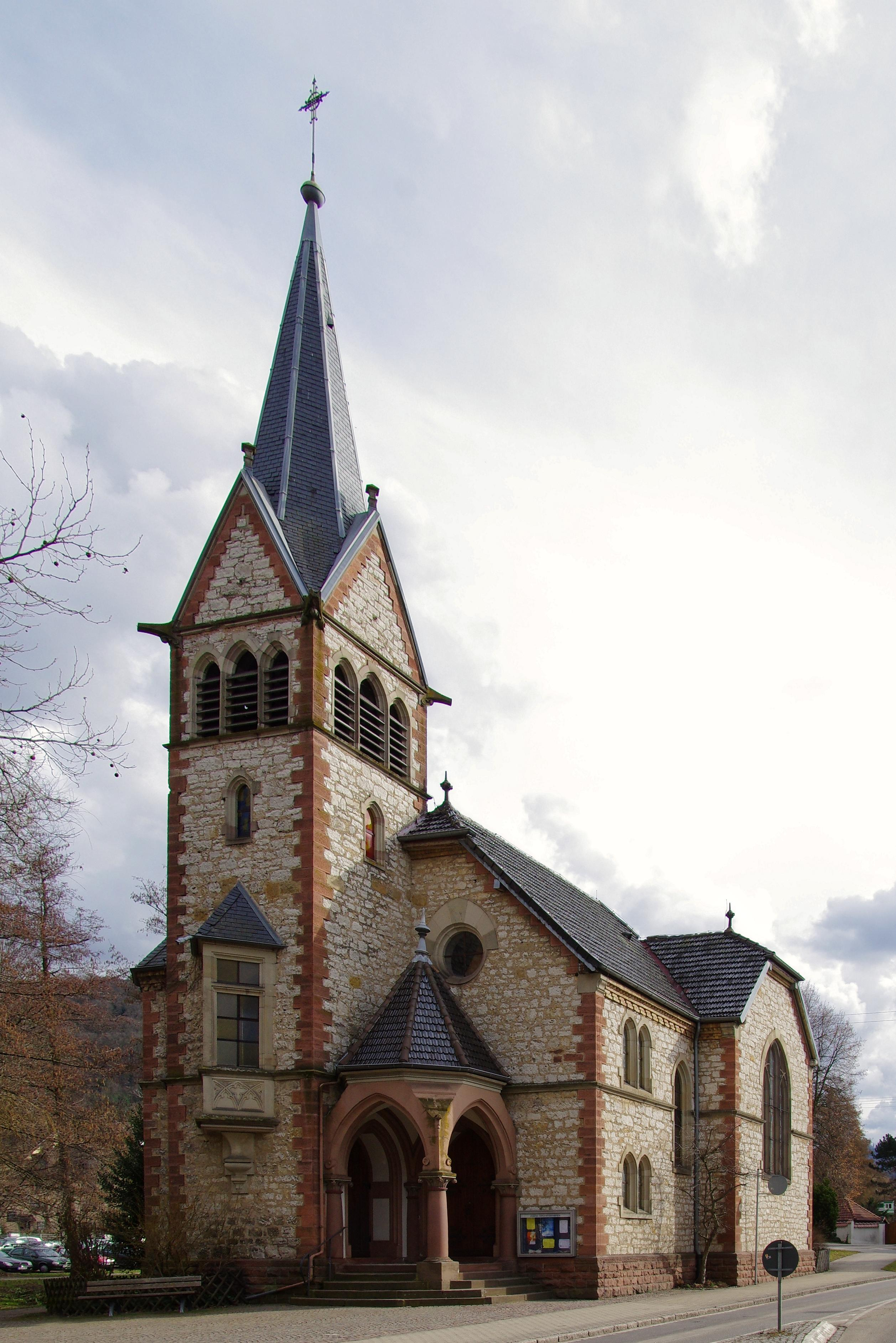
Martin-Luther-Kirche von Staufen

Die evangelische Martin-Luther-Kirche steht in der Stadt Staufen im Breisgau. Sie wurde 1899 fertiggestellt.

## Geschichte der evangelischen Kirchengemeinde
Die heutige evangelische Kirchengemeinde Staufen-Münstertal entstand in einem ursprünglich rein katholischen Gebiet im Erzbistum Freiburg. Von Gallenweiler aus betreute ein Pfarrer die in der Diaspora lebenden Evangelischen in fünfzehn überwiegend ländlichen Gemeinden von Obermünstertal bis St. Ulrich, von Bremgarten bis Heitersheim. In der Staufener Filialgemeinde war er 1844 für gerade 44 Mitglieder verantwortlich. Die Stadt überließ seit 1866 der Gemeinde mit nun 77 Mitgliedern den Bürgersaal im Rathaus für ihre Gottesdienste.
1892 war die Gemeinde auf fast 200 Mitglieder angewachsen und strebte den Bau einer eigenen Kapelle an. Die Stadt stellte dafür einen Bauplatz zur Verfügung. Bürgermeister und Bürgerausschuss schenkten der Gemeinde ungeachtet katholischer Kritik aus Freiburg 1897 ein 740 Quadratmeter großes Grundstück am Neumagen. Dort wurde in kurzer Zeit das in der Planung von der Kapelle über ein Kirchlein bis zur Kirche gewachsene Gebäude errichtet und am 12. September 1899 eingeweiht.
1925 wurde die Gemeinde in Staufen zur selbstständigen Kirchengemeinde erhoben, was die Stadt veranlasste, ihr ein 700 Quadratmeter großes Grundstück für ein Pfarrhaus zu schenken. 1928 konnte auf diese Weise der erste eigene Pfarrer in die Stadt kommen.
2017 gehörten 1.756 Bewohner Staufens der evangelischen Gemeinde an (bei über 3.264 Katholiken).

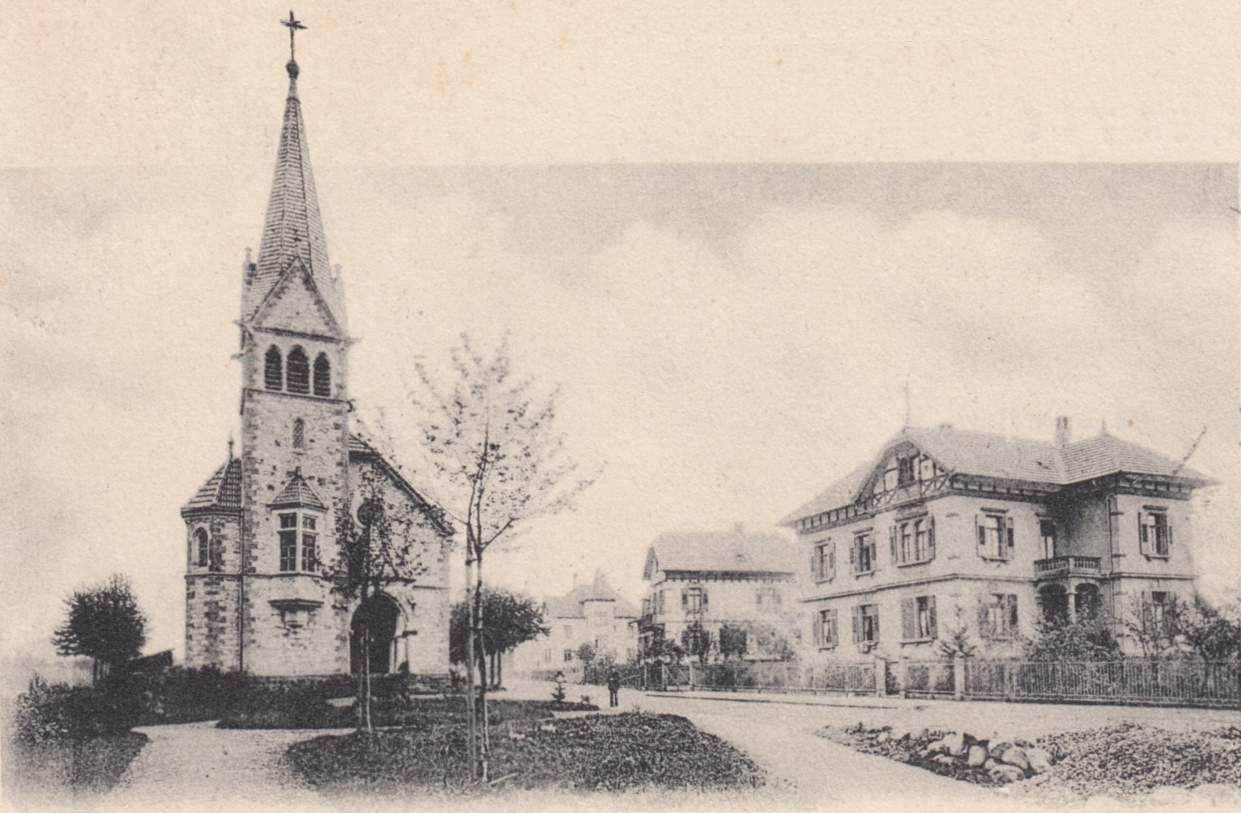
Die evangelische Kirche etwa 1903. Rechts das alte Forsthaus, dahinter die ersten Villen der Vorstadt

## Kirchenbau
In der Münstertäler Straße, der Fortsetzung der alten Marktstraße hinter der Gusseisenbrücke in Richtung Münstertal, entstand zu Beginn des 20. Jahrhunderts im Anschluss an das frühere Kapuzinerkloster eine Bebauung aus Villen und Amtsgebäuden, das sogenannte „Millionärsviertel“. Das erste Gebäude auf der Flussseite sollte die evangelische Kirche sein. Schon 1896 hatte ein Rundschreiben innerhalb der Basler Patrizierfamilie Burckhardt um Spenden für den Bau geworben. Dabei wurde für eine „in ganz bescheidenen Verhältnissen erstellte Kirche“ von Kosten zwischen 30.000 und 35.000 Schweizer Franken ausgegangen. Fast ein Drittel dieser Summe war schon vorhanden. 6.000 Schweizer Franken erbrachte die Sammlung. Ein Grund für das Engagement der Familie Burckhardt war die Tatsache, dass ihr Stammvater im 14. Jahrhundert aus dem Münstertal zugewandert war. Dazu mag aber auch beigetragen haben, dass der Entwurf für den Bau von dem Kirchenbauinspektor und späteren Kirchenbaurat Rudolf Burckhardt stammte.
Im Ergebnis kostete der Bau 32.000 Mark. 20.000 Mark waren aus Spenden zusammengekommen, über den Rest musste ein Kredit aufgenommen werden. Die Zeitgenossen würdigten die neue Kirche: „Schlicht und trotz aller Einfachheit ein reich gegliederter, gothischer Bau. Mit Geschick hat der Verfertiger des Planes es verstanden, trotz der beschränkten Mittel etwas Zierliches zu schaffen und vor allem das Schablonenhafte zu vermeiden, was besonders die im vorigen Jahrhundert und im Anfang dieses Jahrhunderts erbauten Kirchen oft so dürftig erschienen läßt.“
Im Zweiten Weltkrieg erlitt die Kirche Beschädigungen: alle Fenster waren zerschlagen, der Windfang eingedrückt, das Dach der Sakristei zerfetzt. Schon 1949 konnten die wichtigsten Instandsetzungsarbeiten abgeschlossen werden. Als die Kirche 1956 endgültig wiederhergestellt war, erhielt sie den Namen Martin-Luther-Kirche.

## Architektur

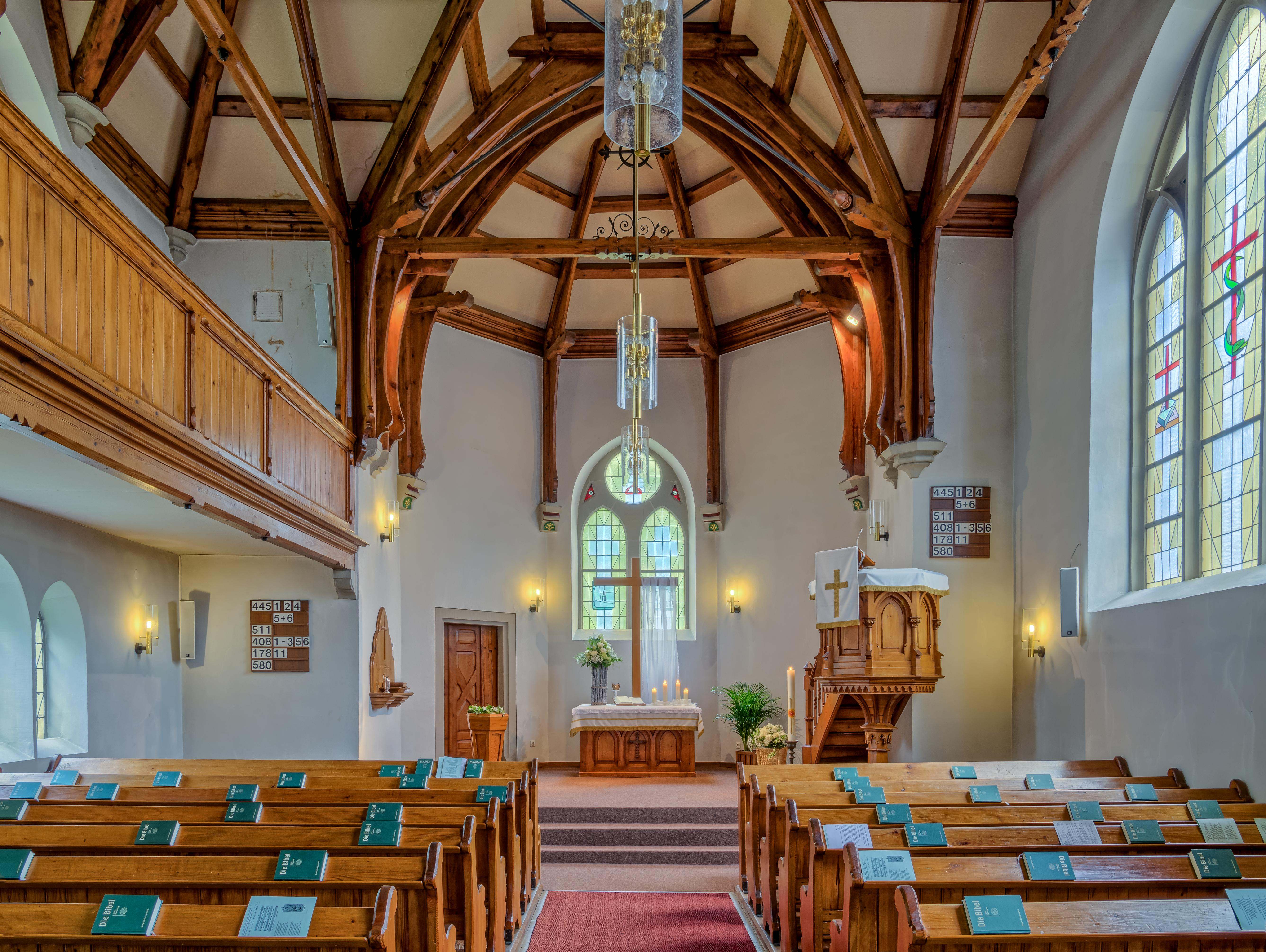
Blick zum Altar der Kirche

Die Kirche ist in neugotischen Formen errichtet. Der quadratische Turm auf der Westseite ist von einer achteckigen Dachpyramide gekrönt. Zwischen dem Turm und dem rechteckigen Langhaus steht eine kleine Vorhalle. Im Innern war das Gebäude nach oben durch eine dunkle Holzdecke abgeschlossen. Bei der Renovierung 1961 wurde sie entfernt, sodass in dem hellen Raum nun die gewölbeartige Decke zu sehen ist, mit großen, offenen Holzgurten, die auf Konsolen ruhen. An zwei der Innenseiten sind Emporen auf Holzstützen angebracht. Altar und Kanzel von Schreinermeister Merz aus Radolfzell stammen ebenso aus der Erbauungszeit wie der Taufstein und das Gestühl. Die meisten Gewerke wurden an Handwerksbetriebe aus Staufen und Umgebung vergeben. Ein gemaltes Fenster an der Nordwand zeigte das Wappen der Familie Burckhardt. Es stammte ebenso wie die Chorfenster von der Werkstatt Helmle & Merzweiler aus Freiburg. An die Nordseite des Chores ist eine Sakristei angebaut, die eine gotische Seitenkapelle nachahmt und zur Auflockerung des Gebäudes beiträgt.

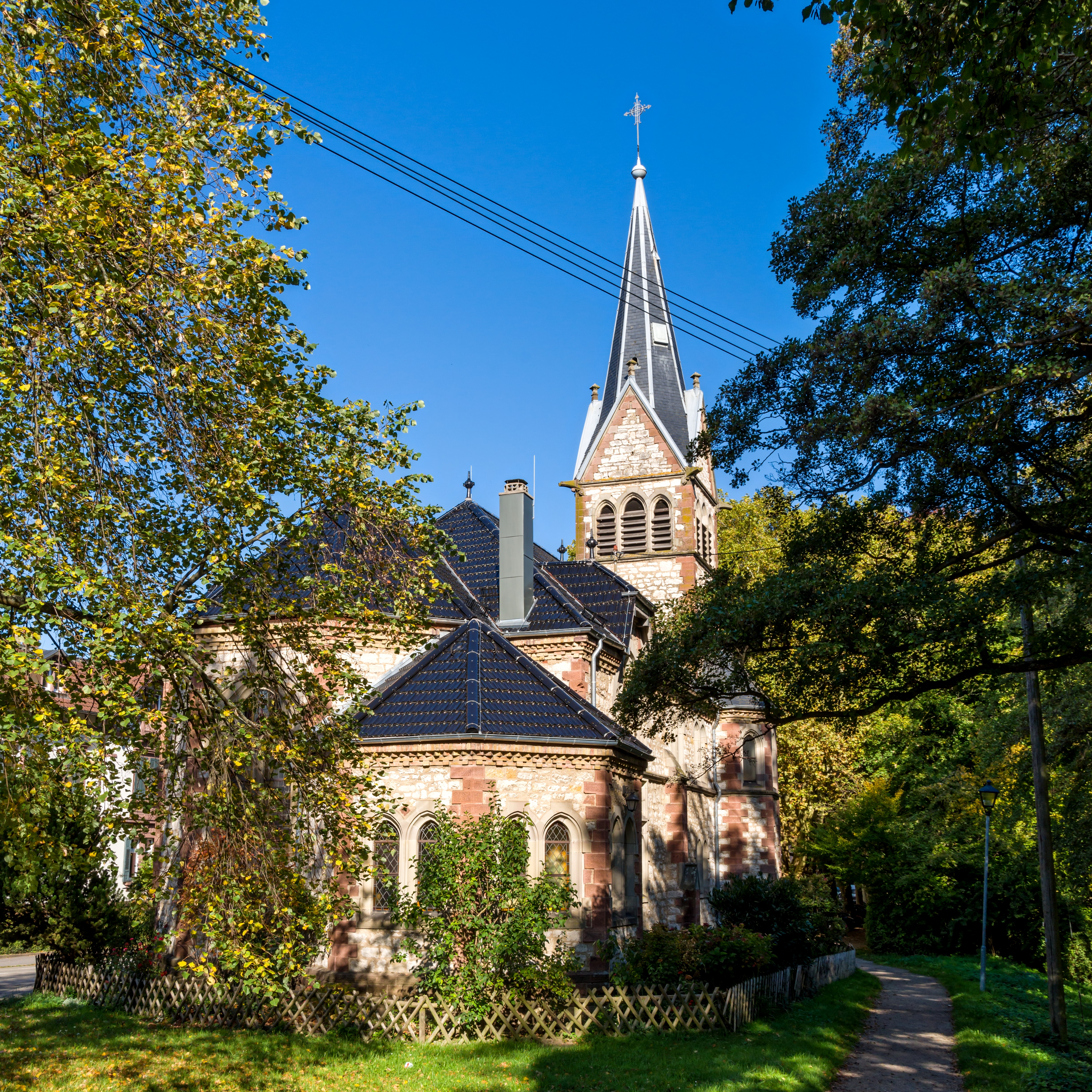
Der Chor der Kirche mit der angebauten Sakristei

## Orgel
Die Orgel der Orgelbauwerkstätte Heinrich Voit in Durlach von 1903 wurde 1964 restauriert und 1977 unter Verwendung des alten Gehäuses umgebaut. Sie verfügt heute über Schleifladen, eine mechanische Traktur, zwei Manuale, ein Pedal und zehn Register.

## Glocken
Der Hersteller der kleinen d‘‘-Glocke (um 1925) ist unbekannt. Die große a‘-Glocke und die mittlere b‘-Glocke wurden 1953 vom Gussstahlwerk Bochumer Verein AG in Stahl gegossen.

## Gemeindehaus
Gegenüber der Kirche stand das 1899 errichtete Forstamt, das an eine italienische Villa erinnerte. Neben der Kirche war eine Doppelvilla errichtet worden. Deren eine Hälfte erwarb die Gemeinde 1928 als Pfarrhaus. 1955 gelang es ihr, auch die zweite Hälfte zu kaufen und den Komplex zu einem Gemeindehaus umzubauen. Wegen des ständig wachsenden Verkehrs, der sich über die schmale Gusseisenbrücke quälen musste, sah sich die Stadt Staufen Anfang der 1970er-Jahre gezwungen, einen neuen Übergang über den Neumagen zu schaffen. 1973 lehnte die evangelische Kirchengemeinde es ab, dafür ihr Gemeindehaus zu opfern. 1978 stand deshalb im Raum, diese Brücke unmittelbar vor dem Portal der Kirche zu errichten. Schließlich wurde im gemeinsamen Bemühen eine Einigung gefunden. Das Gemeindehaus war für die gewachsene Gemeinde ohnehin zu klein geworden. Diese konnte im Tausch das alte Forstamt erwerben, es renovieren und auf dem Gelände ein neues Gemeindezentrum bauen. Die Stadt riss das alte Pfarrhaus ab und baute die St.-Anna-Brücke, die seit 1984 den südlichen Zugang zur Stadt gewährt.